# Blas Cabrera Navarro
Blas Cabrera Navarro (París, 21 de septiembre de 1946) es un físico estadounidense de origen español, hijo y nieto de físicos: su abuelo fue Blas Cabrera y Felipe (1878-1945) y su padre Nicolás Cabrera Sánchez (1913-1989).

## Biografía
Nació en Francia durante el exilio de sus padres, que eran republicanos. Estudió física en Francia, Inglaterra y Estados Unidos. Trabaja en la Universidad de Stanford, California. Visitó España por vez primera en 1985. En Stanford llevó a cabo un famoso experimento gracias al cual se demostró la existencia de monopolos magnéticos, postulada por vez primera en 1894 por Pierre Curie y formalizada en mecánica cuántica en 1931 por Paul Dirac. En la teoría del Big Bang se deduce que en los primeros momentos del Universo debieron formarse monopolos magnéticos en grandes cantidades, los cuales se aniquilaron poco después y sólo sobrevivió un cierto número. Para demostrarlo diseñó un experimento en el que mantuvo una bobina superconductora cerca del cero absoluto y logró detectar la pasada fortuita de un monopolo magnético el 14 de febrero de 1982 a la 1:53.
Sin embargo, no se ha podido repetir la medición a causa de la bajísima probabilidad de encontrar uno por puro azar. Actualmente desarrolla investigaciones sobre la materia oscura.